# Музей греческих народных музыкальных инструментов
Музей греческих народных музыкальных инструментов (греч. Μουσείο Ελληνικών Λαϊκών Μουσικών Οργάνων «Φοίβος Ανωγειανάκης» - Κέντρο Εθνομουσικολογίας, ΜΕΛΜΟΚΕ ή ΜΕΛΜΟΦΑΚΕ) — музей в Афинах, столице Греции, посвященный истории греческих народных музыкальных инструментов. На базе музея действует Исследовательский центр этномузыкологии.
Музей расположен в усадьбе Георгиоса Лассаниса, возведённой в 1842 году в районе римской агоры.
Ближайшая станция Афинского метрополитена — станция «Монастираки».

## Собрание
Музей владеет коллекцией свыше 1200 греческих народных музыкальных инструментов, собранных за полвека греческим исследователем, музыковедом Фивосом Аноянакисом. Древнейший датирован серединой XVIII века. Около половины инструментов доступны для осмотра посетителями. При этом для каждого инструмента доступно для прослушивание дорожки-примера игры на нем. Остальные экспонаты доступны в фондах музея для исследователей или появляются во временных выставках или отдаются другим музеям.
Основная экспозиция музея делится на четыре тематические отдела:
- инструменты-мембранофоны — на первом этаже — тумберлеки (традиционный ударный инструмент), даулии (разновидности барабана) и дефи (тамбурины)
- инструменты-аэрофоны — на первом этаже — флогеры, суравлии, мандуры (разновидности флейты), цабуны, геди (разновидности волынки), зурнады (разновидность гобоя)
- инструменты-хордофоны — на втором этаже — тамбурады, лагхуты (разновидности лютни), гитары, мандолины, цимбалы и др.;
- инструменты-идиофоны — на третьем этаже — кудунии (разновидность звонков), массисы (цимбалы), симандры подобное.

## Галерея

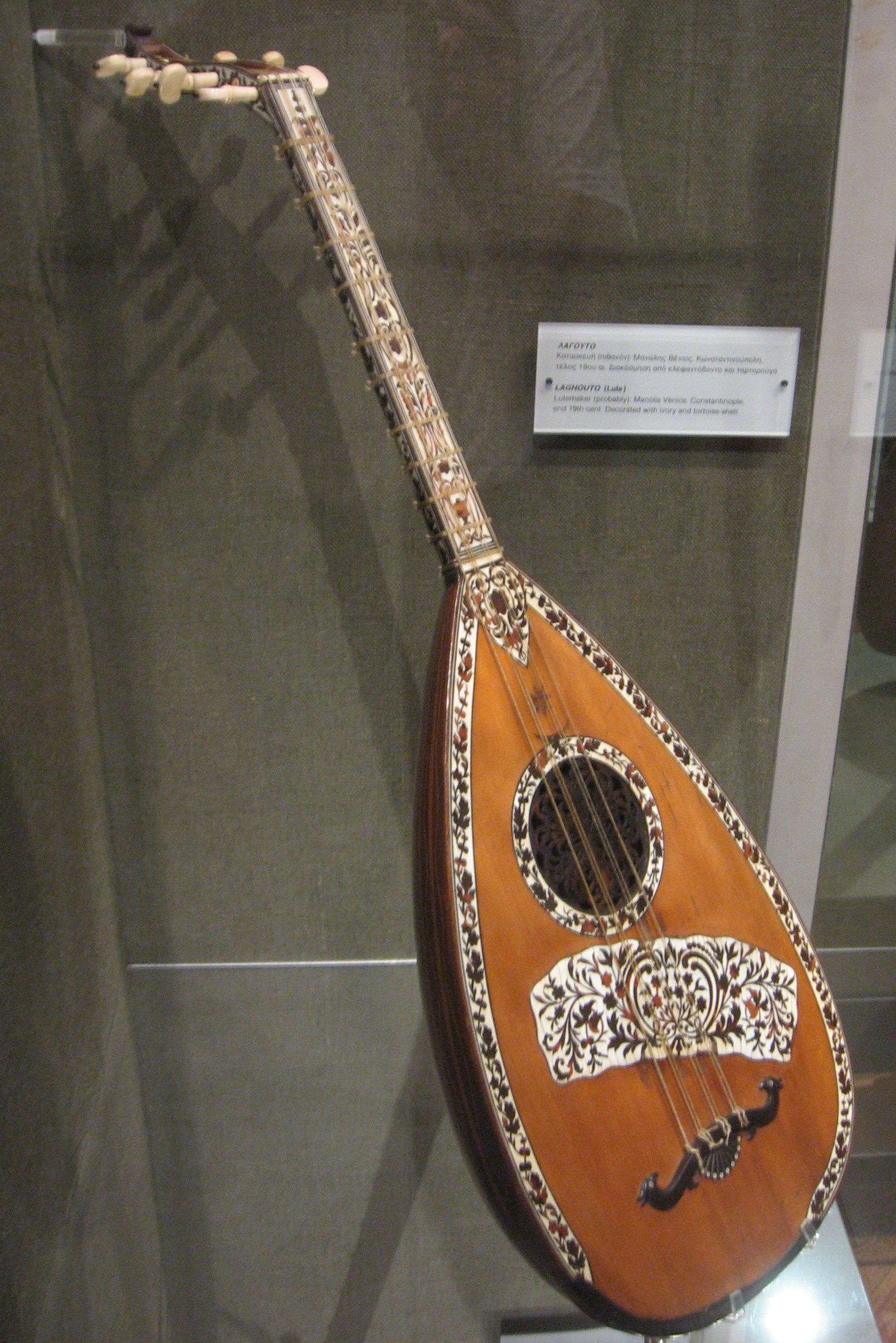
Лавта
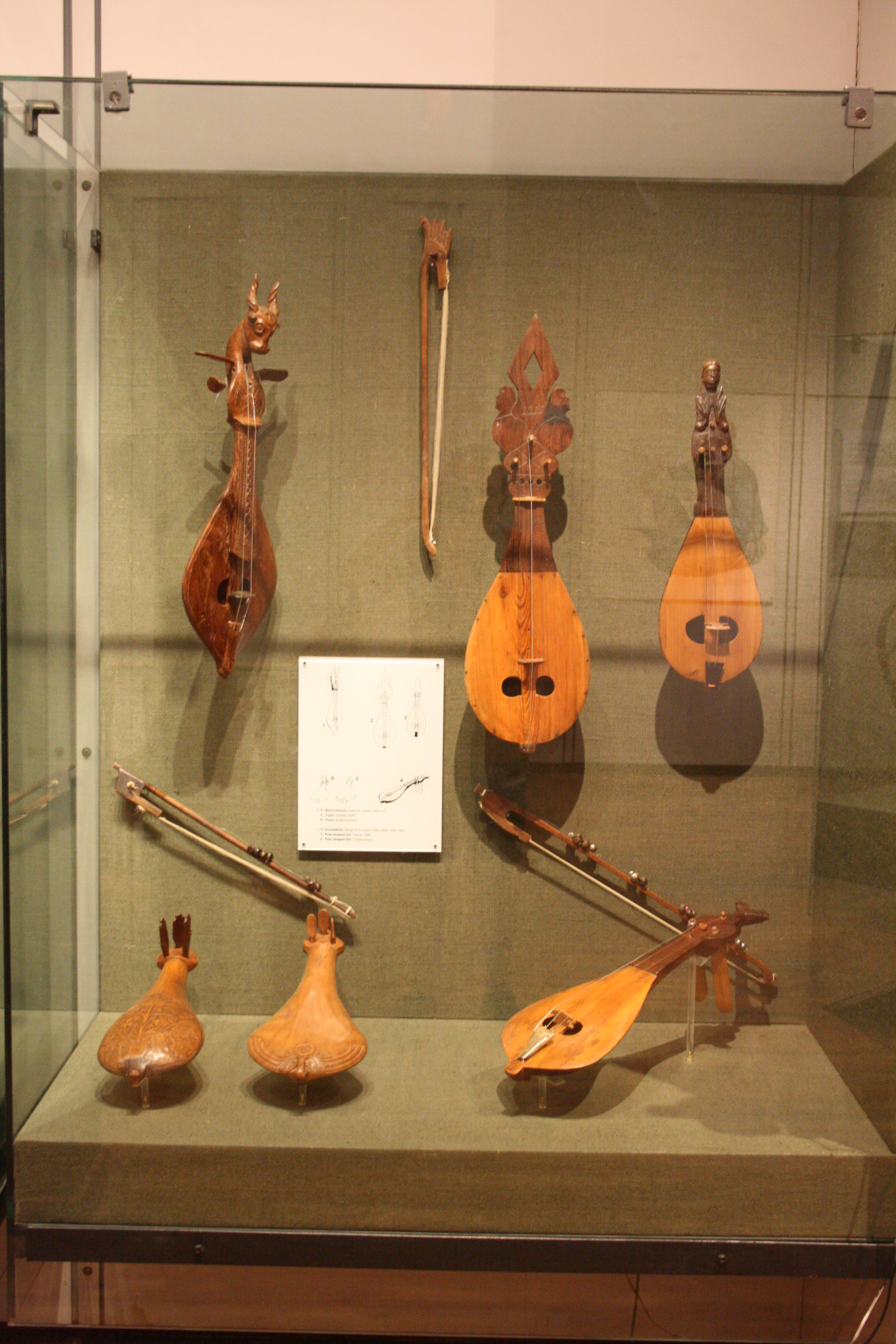
Лиры
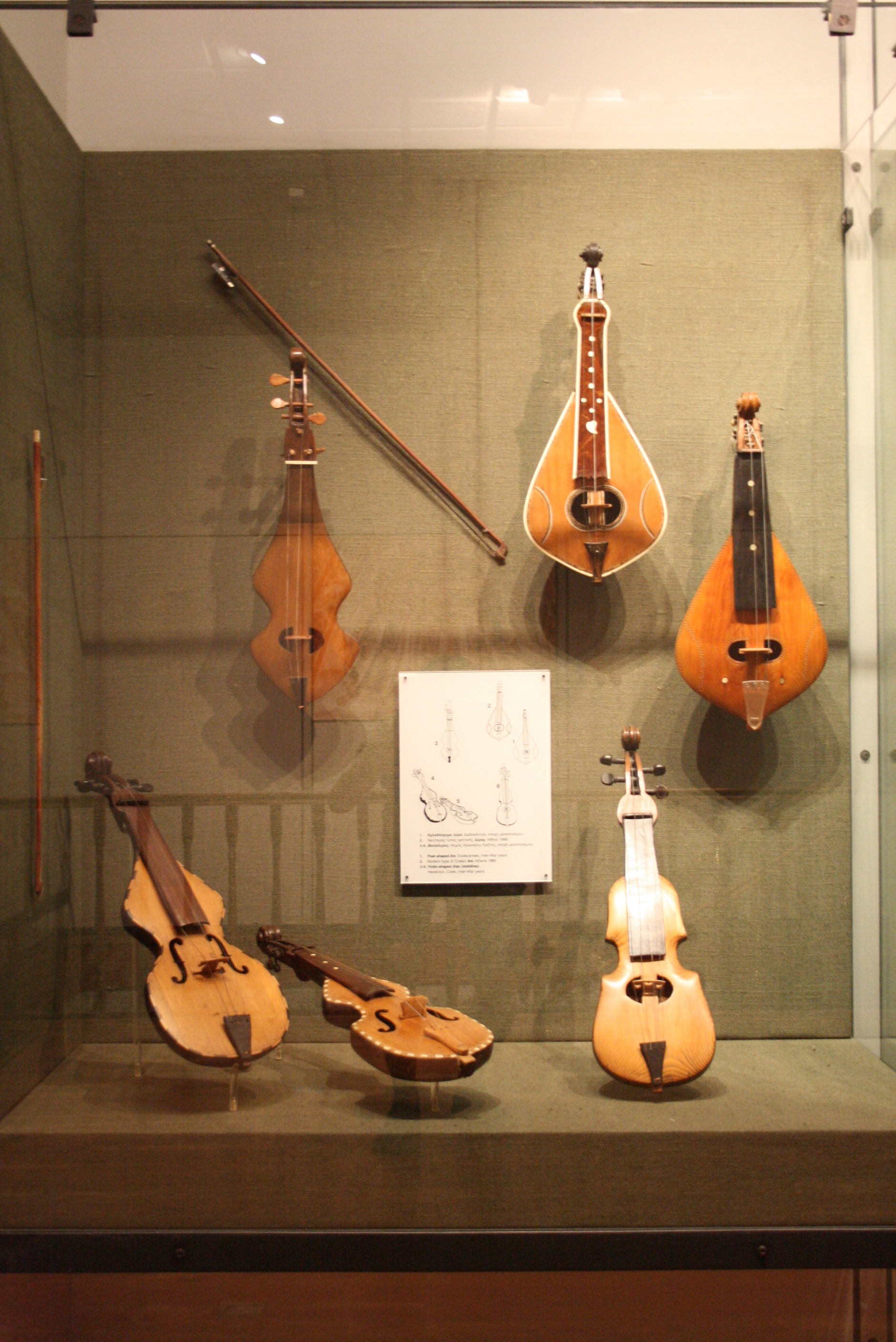
Критская лира
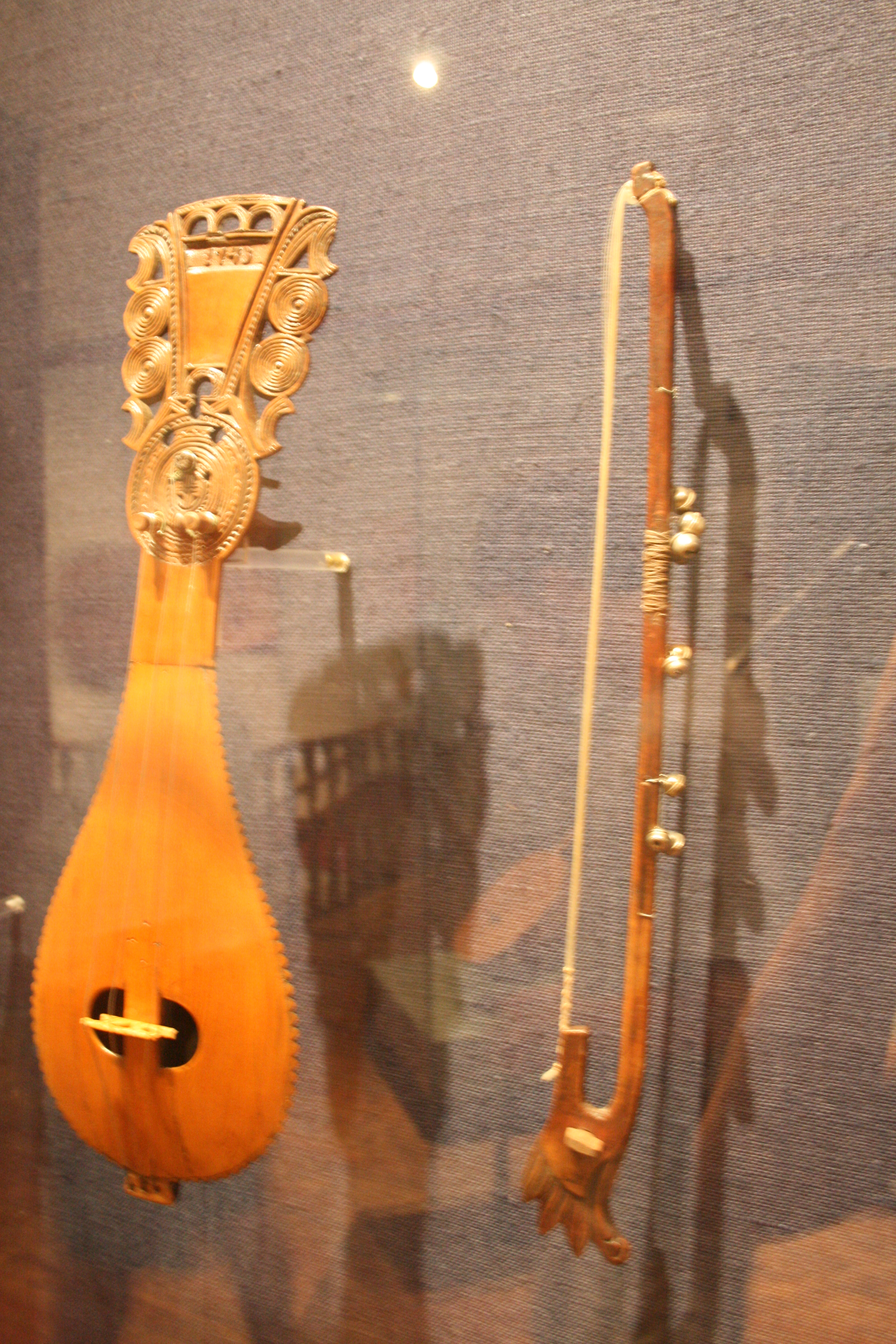
Критская лира
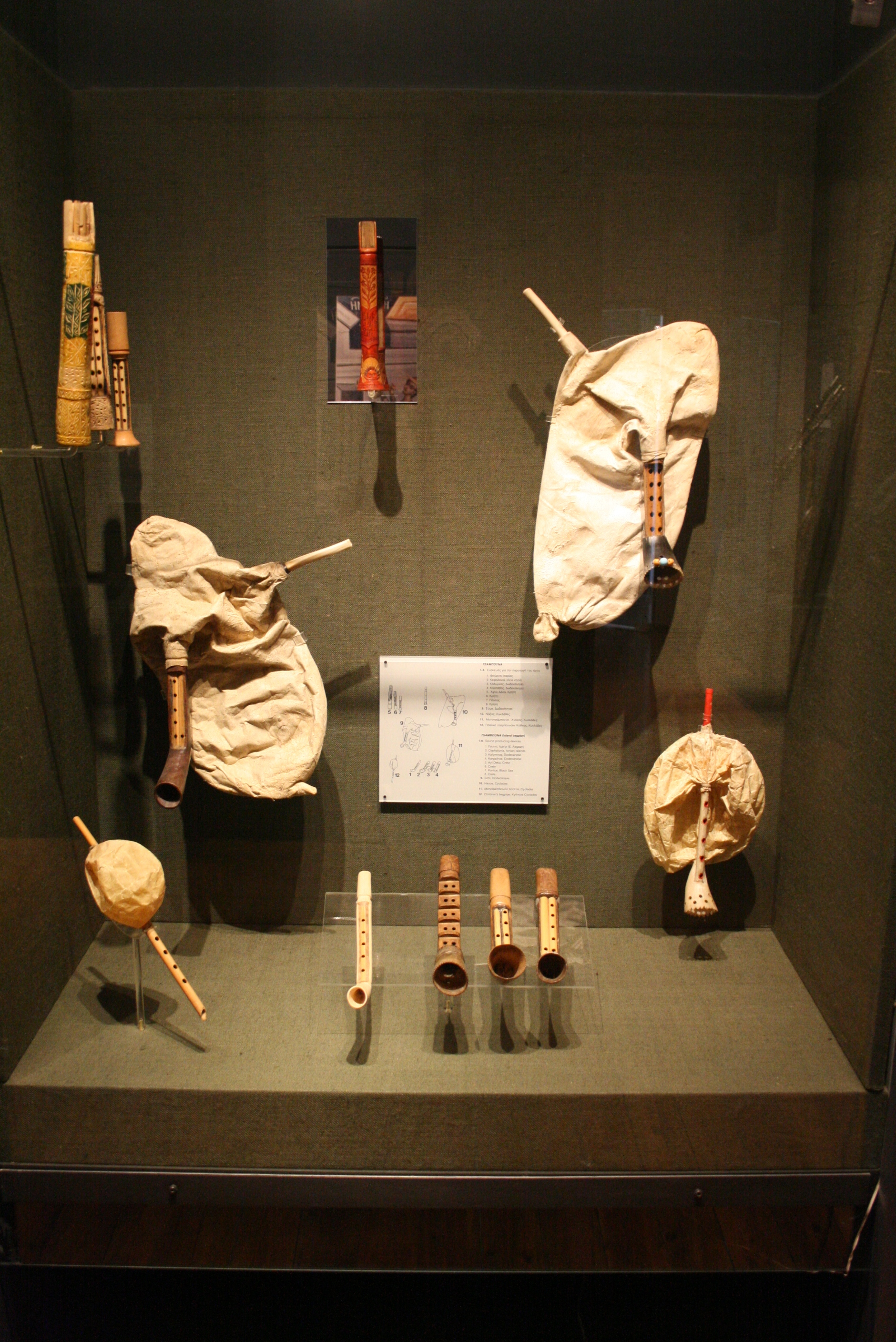
Цамбуна
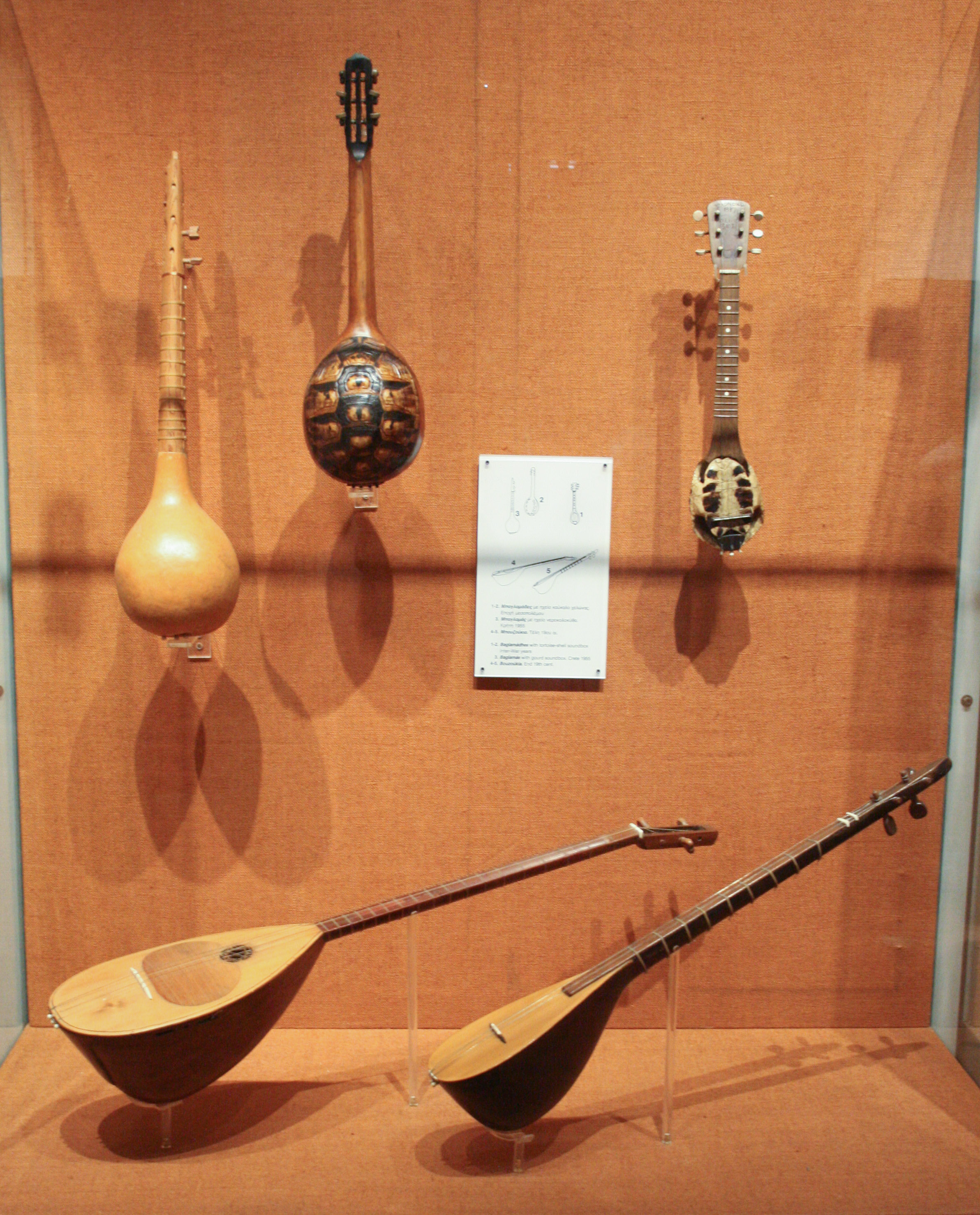
Бузуки
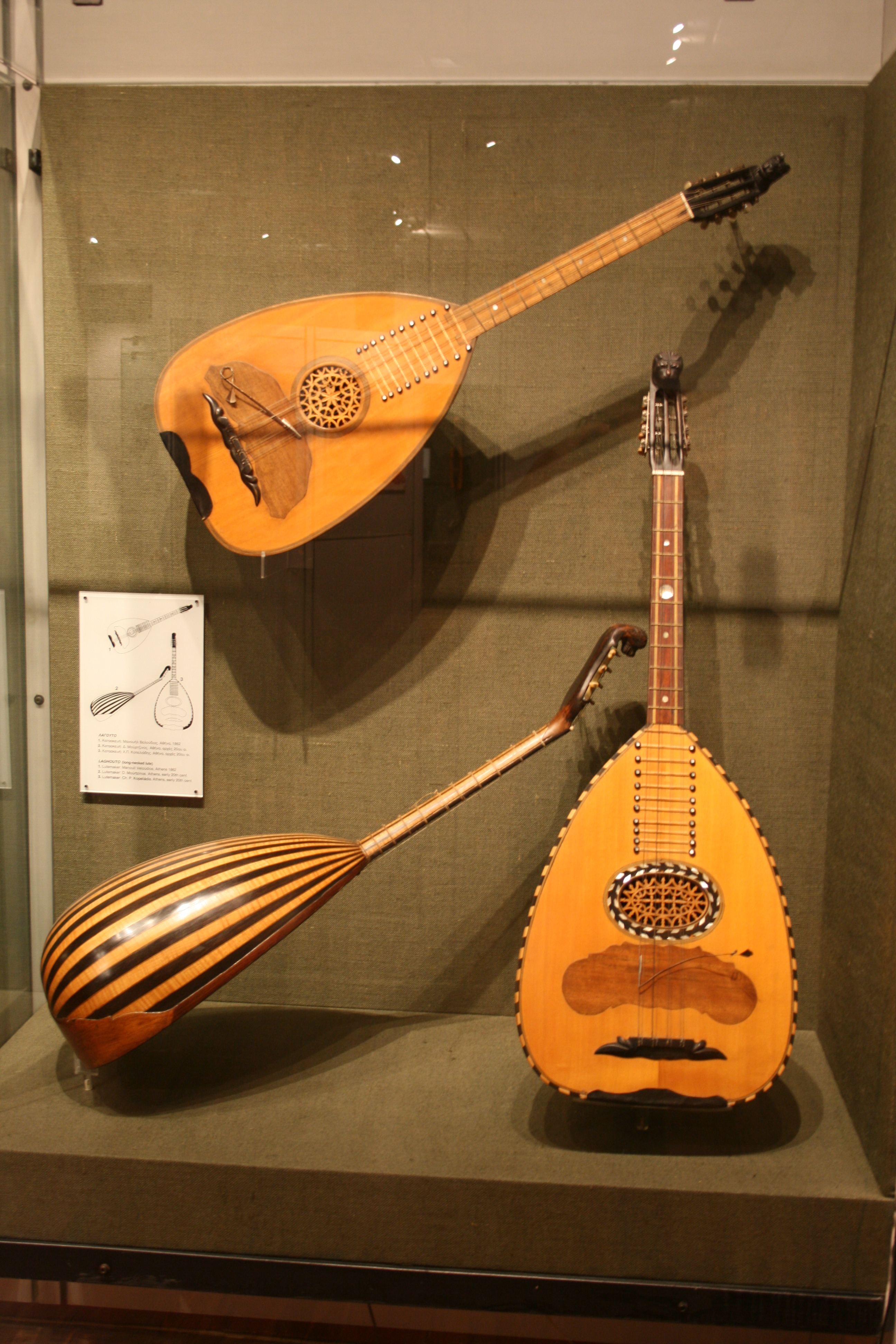
Лагхуто
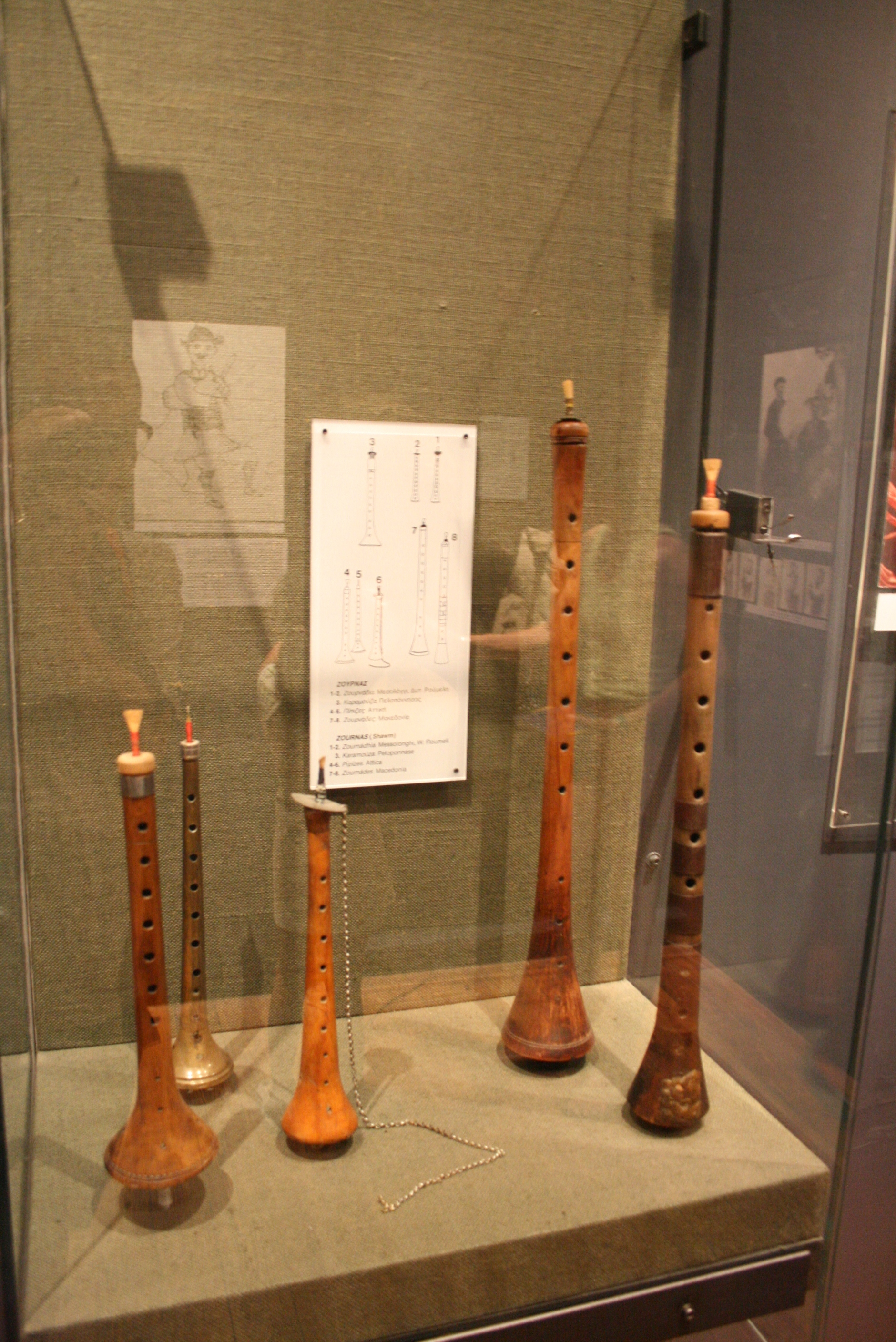
Зурна